# Luca Ronchi
Luca Ronchi (Milano, 1955) è un produttore televisivo e regista cinematografico italiano.

## Biografia
Dopo essere stato negli anni settanta assistente del pittore Mario Schifano, Luca Ronchi si è dedicato al cinema e alla televisione. Tra i fondatori della prima rete di Silvio Berlusconi, Telemilano, sarà in seguito autore e produttore per le reti Fininvest.
Ha anche diretto documentari d'arte tra i quali Mario Schifano Tutto (Festival di Venezia, 2002) e Tano Festa.